# تارغة (تارغة)
تارغة هو دُوَّار يقع بجماعة تزكان، إقليم شفشاون، جهة طنجة تطوان الحسيمة في المملكة المغربية. ينتمي الدوّار لمشيخة تارغة التي تضم 4 دواوير. يقدر عدد سكانه بـ 1196 نسمة حسب الإحصاء الرسمي للسكان والسكنى لسنة 2004، وتعتبر هذه القرية الشاطئية من المواضع التاريخية التي عرفت استقرارا بشريا قديما يعود إلى مرحلة القوط.

## روابط خارجية
- البوابة الوطنية للجماعات الترابية نسخة محفوظة 12 مارس 2018 على موقع واي باك مشين.
- المندوبية السامية للتخطيط